# 安后村林公宫
安后村林公宫，是位于中国福建省宁德市周宁县狮城镇安后村的一个清代古建筑，2012年入选周宁县第三批文物保护单位。
安后村林公宫是奉祀林公忠平王的宫庙，始建于清朝嘉庆二十三年（1818年），其后多次重修，2010年村民募资大修并加构前宇坪，建筑坐东朝西，面积300平方米，有大厅、戏台和天井等结构，大厅面阔三间、进深六柱，穿斗、抬梁混合式减中柱砖木结构悬山顶，建筑东侧有祀奉林公忠平王的神龛，天井则与戏台以两侧双层厢廊连接。